# ذياب بن صقر النعيمي
الفريق الركن ذياب بن صقر النعيمي هو هو قائد عسكري بحريني يشغل حالياً منصب رئيس أركان قوة دفاع البحرين منذ 2014.